# Amani Bidarakere, Anekal
Amani Bidarakere là một làng thuộc tehsil Anekal, huyện Bangalore Urban, bang Karnataka, Ấn Độ.